# Mezzanotte
Pour plus de détails, voir Fiche technique et Distribution.
Mezzanotte (titre original : Più buio di mezzanotte, plus sombre qu'à minuit) est un film dramatique italien coécrit et réalisé par Sebastiano Riso, et sorti en 2014. Le jeune protagoniste du film est inspiré par la vie de Davide Cordova, qui a en effet vécu une adolescence difficile en Sicile, pour finir à Rome, devenant le célèbre drag queen Fuxia.

## Synopsis
L'histoire de Davide, un adolescent androgyne et transgenre de 14 ans qui fuit son père homophobe et cherche une vie et la liberté d'identité dans les rues de Catane, trouvant une communauté queer.  

## Fiche technique
- Titre français : Mezzanotte
- Titre original : Più buio di mezzanotte
- Titre québécois :
- Réalisation : Sebastiano Riso
- Scénario : Sebastiano Riso, Stefano Grasso et Andrea Cedrola
- Décors : Raffaella Baiani
- Direction artistique :
- Costumes : Luigi Bonanno
- Photographie : Piero Basso
- Son :
- Montage : Marco Spoletini
- Musique : Michele Braga
- Production : Claudio Saraceni, Federico Saraceni et Jacopo Saraceni
- Société(s) de production : Ideacinema et Rai Cinema
- Société(s) de distribution :
- Budget :
- Pays d’origine :  Italie
- Langue : Italien
- Format : Couleur - 35mm - 2.35:1 - Son Dolby numérique
- Genre : film dramatique
- Durée : 98 minutes
- Dates de sortie :
  -  Italie : 15 mai 2014
  -  France : mai 2014 (Festival de Cannes 2014)
  -  France : 24 juin 2015 (en salles)

## Distribution
- Davide Capone : Davide
- Vincenzo Amato : Massimo, le père de Davide
- Micaela Ramazzotti : Rita, la mère de Davide
- Pippo Delbono : l'homme en blanc
- Lucia Sardo
- Fabio Grossi
- Manuela Lo Sicco

## Distinctions

### Nominations et sélections
- Festival de Cannes 2014 : sélection « Semaine de la critique » et en compétition pour la Caméra d'or